# Erta Ale
Erta Ale este un lanț vulcanic activ în regiunea Afar în nord estul Etiopiei. Este cel mai activ vulcan din Etiopia.

## Erupții

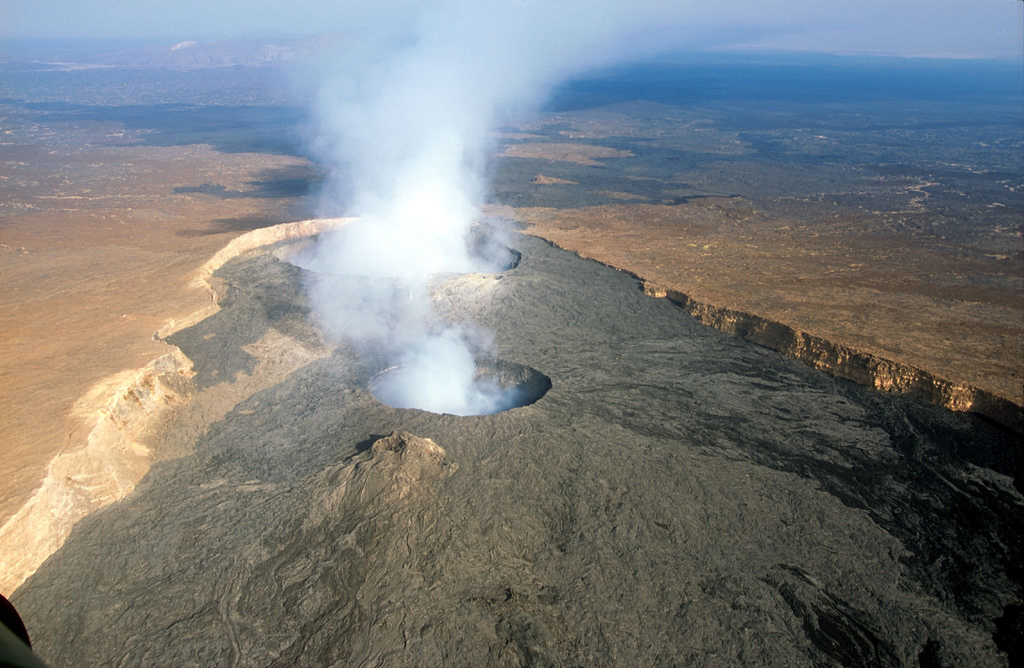
Regiunea Erta Ale

Ultima erupție importantă a vulcanului a fost în 2005 când a distrus 250 de hectare iar localnici au fost obligați să fugă. A mai existat încă o erupție în august 2007 când localnici au fost din nou obligați să fugă dar de această dată au fost și victime.